# Fattore Tre
Fattore Tre (Factor Three) è un gruppo di personaggi dei fumetti, creato da Roy Thomas (testi) e Werner Roth (disegni), pubblicato dalla Marvel Comics. La sua prima apparizione è in X-Men (prima serie) n. 28 (gennaio 1968).
Sono supercriminali, i cui nemici principali sono gli X-Men. Nella saga dedicata a questo gruppo fece la sua prima apparizione Banshee.

## Storia
Fattore Tre è stata una pericolosissima organizzazione criminale il cui scopo era quello di governare sull'umanità. Per raggiungere questo obiettivo aveva preparato una complessa strategia. Alcuni suoi agenti, infatti, avrebbero dovuto provocare la terza guerra mondiale tramite l'uccisione di alcuni alti militari sovietici. Contemporaneamente altri membri dell'organizzazione avrebbero conquistato un'installazione militare statunitense da cui far partire delle testate atomiche dirette verso il territorio sovietico. La prevedibile reazione del blocco comunista avrebbe scatenato la guerra nucleare totale. Questo, infine, avrebbe portato alla distruzione reciproca delle due superpotenze e all'emersione di un terzo soggetto (il Fattore Tre appunto) che avrebbe governato sul mondo in nome della razza mutante.
In realtà questo piano non era altro che un pretesto per la conquista della terra da parte di una razza aliena proveniente da Sirio che sarebbe intervenuta una volta che le grandi potenze militari si fossero reciprocamente annientate. Un alieno infatti si celava dietro l'identità del Signore dei Mutanti, leader e fondatore di Fattore Tre. Egli ha reclutato Changeling, un mutante la cui capacità era quella di replicare le fattezze di ogni persona, affidandogli il ruolo di vice capo del suo esercito mutante.
Changeling procedette al reclutamento di alcuni arci-nemici degli X-Men: Svanitore, Blob, Mastermind e Unus. Inoltre Changeling contattò anche un pericoloso mercenario umano, Orco, assieme al quale riuscì a catturare Banshee. I due innestarono un esplosivo sulla fronte del mutante irlandese che sarebbe esploso se egli si fosse ribellato ai loro ordini.
La prima impresa del gruppo, a cui parteciparono Orco e Banshee, fu la tentata cattura del Professor X. Nonostante le difficoltà create dal potere di Banshee gli X-Men (grazie anche all'aiuto determinante del Mimo) riuscirono a sconfiggere il duo avversario. Gli eroi mutanti, infatti, riuscirono a liberare Banshee, che d'ora in avanti sarà un loro alleato, e ad assicurare Orco alla giustizia.
Poco tempo dopo, però, Fattore Tre riuscì nel suo intento approfittando dell'opera di Fenomeno: egli, infatti, col suo arrivo assorbì completamente l'attenzione degli X-Men che per sconfiggerlo lasciarono il Professor X (svenuto nello scontro) senza sorveglianza a casa. Qui venne rapito infine dagli agenti del gruppo criminale.
Grazie all'aiuto di Banshee, però, i supereroi mutanti riuscirono a localizzare il quartier generale nemico. Tuttavia il loro arrivo non giunse inaspettato: Changeling aveva infatti predisposto un contrattacco ad opera di alcuni droidi che riuscirono a catturare i cinque mutanti. Questi poi vennero sottoposti ad un processo-farsa con l'accusa di aver tradito le istanze della razza mutante. Il verdetto, emesso dallo stesso Signore dei Mutanti, fu di colpevolezza e i cinque eroi condannti alla pena capitale.
Poco dopo, tuttavia, gli X-Men riuscirono a liberarsi poco prima di essere uccisi. Mentre Angelo, Bestia e Marvel Girl cercarono di bloccare Blob e Svanitore in Unione Sovietica, Ciclope e Uomo Ghiaccio si recarono alla base missilistica minacciata. I supereroi riuscirono nei loro piani e, una volta tornati alla base di Fattore Tre scoprirono la verità. Changeling, infatti, nutrendo dei dubbi sul suo signore aveva liberato il Professor X e Banshee. Una volta venuti a conoscenza della reale situazione, anche gli stessi mutanti malvagi si unirono agli X-Men per combattere i numerosi droidi del Signore dei Mutanti.
Quando questi stesso fu infine attaccato da Banshee e Unus capitolò: svelò la sua vera identità e, dopo aver constatato il suo totale fallimento, si suicidò. Una volta sconfitto il nemico comune, tuttavia, i due gruppi di mutanti andarono ognuno per la sua strada, tranne Changeling che per alcuni mesi (sotto le sembianze del Professor X) si unì agli X-Men.